# Tricyphona contraria
Tricyphona (Tricyphona) contraria là một loài ruồi trong họ Pediciidae. Chúng phân bố ở vùng sinh thái Palearctic.